# Korsikakonflikt
Der Korsikakonflikt, auch „FLNC-Konflikt“ (seltener: „französische Troubles“) genannt, ist ein politischer, gesellschaftlicher, teils bewaffnet geführter Konflikt zwischen dem französischen Staat und korsischen Nationalisten. Hauptträger der Gewalt waren von 1976 bis 2014 die korsische Terrororganisation Frontu di Liberazione Naziunalista Corsu (FLNC) und ihre Splitterzellen, die für mehrere hundert Gewalttaten verantwortlich sind.
Die korsischen Nationalisten fordern größere Autonomierechte für Korsika, mitunter gar die staatliche Unabhängigkeit Korsikas von Frankreich. Die Gewalt begann bereits 1967 mit der Gründung der „Aktion für eine Wiedergeburt Korsikas“ (korsisch Azzione per a rinascita di a Corsica) und eskalierte 1975 mit dem Drama von Aléria (siehe unten) und der Gründung des FLNC. Gewalttaten auch innerhalb der bewaffneten Nationalistenszene waren keine Seltenheit, da einige gewaltbereite Gruppierungen miteinander konkurrierten. Zur internen Konkurrenz kam es insbesondere durch sogenannte „revolutionäre Steuern“, eine Art aufgezwungenes Schutzgeld, auf das mehrere Gruppen Anspruch erhoben. Aufgrund der komplexen Verwicklungen innerhalb der bewaffneten nationalistischen Gruppierungen ist die genaue Anzahl der Todesopfer des Konflikts schwer zu beziffern, doch die meisten Quellen gehen von 40 bis über 100 Todesfällen im Zusammenhang mit dem Konflikt aus.

## Zeitstrahl
- vor 1967: Gründung der „Front régionaliste corse“ (FRC)
- 1967: Gründung der „Action régionaliste corse“; Abspaltung aus der bisherigen FRC
- 1973: Überführung der ARC in die „Aktion für eine Wiedergeburt Korsikas“ (Azzione per a rinascita di a Corsica).
- 21. August 1975: Bewaffnete korsische Nationalisten besetzen ein Weingut in Aléria, das einer festlandfranzösischen Firma gehört. Bei der anschließenden Räumung des Weinguts durch die Polizei kommt es zum Schusswechsel, zwei Polizisten sterben.[16][17]
- 27. Oktober 1975: Gewalttätige Proteste korsischer Nationalisten in Bastia führen zum Tod eines Polizisten und zur Verletzung 18 korsischer Nationalisten.
- 4. Mai 1976: 21 Bomben des FLNC explodieren in mehreren korsischen Städten.[18]
- 5. Mai 1976: Formale Gründung des FLNC.
- 17. Juni 1983: Ermordung des korsischen Nationalisten Guy Orsi.[19]
- 5. August 1987: Ein Gendarm wird in Bastia erschossen.[20]
- 1989: Anerkennung des Korsischen als gleichberechtigte Verwaltungssprache auf Korsika.
- 15. Juni 1993: Ermordung des ehemaligen FLNC-Canal-Historique-Mitgliedes Robert Sozzi durch die FLNC-Canal Historique.[21]
- 18. Mai 1996: Ein korsischer Autonomist wird von Nationalisten als Strafe für seine in ihren Augen „zu weiche Politik“ erschossen.[22]
- 2. Juli 1996: Explosion einer Autobombe in Bastia, bei der 14 Menschen verletzt und der führende korsische Nationalist Pierre Lorenzi getötet werden.[23]
- 6. Februar 1998: Ermordung des Präfekten des Départements Corse-du-Sud, Claude Érignac, durch einen korsischen Nationalisten.[24]
- 28. Oktober 1999: Eine Bombe des FLNC explodiert vor einem Gebäude des Finanzamts in Paris.[25]
- 20. März 2003: Zwei Bomben des FLNC verletzen 16 Menschen in Nizza.[26]
- 10. März 2006: Ermordung des rechten korsischen Politikers Robert Feliciaggi.[27]
- 20. April 2006: Bombenanschlag auf das Ferienhaus einer deutschen Familie.[28]
- 16. April 2007: Ein Polizeiposten wird im Dorf Cauro nahe Ajaccio mit Schusswaffen angegriffen. Niemand wird verletzt.[29]
- 13. April 2009: Bombenanschlag auf das Bürgerhaus von Oletta.[30]
- 17. Januar 2010: Bombenanschlag auf zwei neue, unbewohnte Villen in Coggia.[31]
- 19. April 2010: Bombenanschlag auf eine Villa in der Stadt Coti-Chiavari.[32]
- 25. August 2010: Geiselnahme der Familie eines Geschäftsmannes der Wendel-Gruppe durch korsische Nationalisten. Niemand wird verletzt.[33]
- 13. September 2010: Bombenanschlag auf eine Betriebsagentur.[34]
- 28. November 2011ː Christian Leoni, Mitglied der international agierenden korsischen Mafia „gang de la brise de mer“ ist das letzte Todesopfer des FLNC. Er wird in San-Nicolao erschossen.[35]
- 27. Juni 2014: Der FLNC-UC erklärt eine bedingungslose dauerhafte Waffenruhe.[36]
- 14. September 2014ː Bombenanschlag gegen einen leeren Nachtclub in Cargese. Niemand wird verletzt.[37]
- 25.–28. Dezember 2015: Proteste korsischer Nationalisten gegen die Zuwanderung von Muslimen.
- 3. Mai 2016: Der FLNC-22 erklärt, dass er jegliche militärische Operation im Oktober 2016 beendet.[38]
- 28. Juli 2016: Der FLNC-22 warnt Islamisten vor Terrorangriffen auf Korsika, da sie mit Racheakten der Nationalisten rechnen müssten.[39]
- 15. Oktober 2016: Junge korsische Nationalisten führen Straßenkämpfe mit der Polizei in Bastia, um gegen die Verurteilung dreier Nationalisten für einen Bombenanschlag 2012 zu protestieren. Es fliegen Molotov-Cocktails und Flaschen, vier Polizisten werden bei den Krawallen verletzt.[40][41]
- 8. April 2017ː Während eines Wahlkampfauftritts von Marine Le Pen im Wahlkampf zur französischen Präsidentschaftswahl 2017 kommt es zu Auseinandersetzungen zwischen Anhängern ihres Rassemblement National und korsischen Nationalisten in Ajaccio.[42]
- 3. Februar 2018ː Zwischen 6.000 und 25.000 Menschen protestieren friedlich für mehr Autonomierechte für Korsika.[43]
- 9. März 2019ː Sechs Villen werden durch Sprengstoffanschläge schwer beschädigt. Niemand wird verletzt.
- 29. März 2019ː Zwei Villen werden teilweise durch Sprengstoffanschläge zerstört. Niemand wird verletzt.
- 1. April 2019ː Zwei selbstgebaute Sprengsätze werden vor Regierungsgebäuden in Bastia gefunden, die Sprengsätze werden entschärft.
- 30. September 2019ː Eine Gruppe militanter Nationalisten, einer davon bewaffnet, kündigt in einem Video den Wiederaufbau des FLNC an. Die Gruppe droht, ausländisches Gewerbe auf Korsika anzugreifen, und fordert ein Verbot des Verkaufs korsischen Bodens an Nicht-Korsen.[44]
- 14. Juli 2020ː Eine Gruppe von vier FLNC-Mitgliedern, mindestens drei davon bewaffnet, halten eine Ansprache auf einer politischen Versammlung in Saint-Antoine de Casabianca, 50 Kilometer südlich von Bastia.[45]
- 9. März 2022ː Auf der korsischen Insel brechen gewalttätige Proteste aus. Grund war der Angriff auf den inhaftierten Yvan Colonna, ein korsischer Nationalist der als ehemaliges Mitglied der FLNC für den Mord an dem 1998 amtierenden Prefect Claude Érignac lebenslänglich in Haft saß. Nachdem Colonna am 2. März 2022 von einem Jihadisten im Gefängnis lebensbedrohlich verletzt wurde, verstarb er am 21. März 2022. Als der Vorfall der Öffentlichkeit bekannt wurde, startete am 9. März eine Reihe von gewalttätigen Protesten korsischer Nationalisten. Es flogen Sprengkörper, Steine, Tränengas und Brandsätze. Dabei wurden 102 Menschen verletzt, 77 davon Polizisten. Eine neu entstandene Splittergruppe der FLNC äußerte ihre Unterstützung für die Proteste und stellte in Aussicht, sie könne ihre bewaffnete Kampagne wiederaufnehmen.[46]